# Martin Müürsepp
Martin Müürsepp (Tallin, Estonia, 26 de septiembre de 1974) es un exjugador estonio de baloncesto, que llegó a militar en la NBA. Con 2,06 metros de estatura, jugaba en la posición de ala-pívot. Actualmente es el entrenador del Haljala NGU de su país.

## Trayectoria como jugador
Müürsepp nació en Tallin, hijo de Hilja Volter, que trabajaba en un restaurante de barbacoas, y de Suido Müürsepp, camionero. Asistió al Instituto de Enseñanza Secundaria de Tallin n.º 39, al Instituto de Enseñanza Secundaria de Tallin n.º 43 y al Instituto de Enseñanza Secundaria de Tallin n.º 49, que abandonó sin graduarse en 1991. Müürsepp empezó a jugar al baloncesto a los nueve años. Su primer entrenador fue Andres Sõber. Debutó en la liga estonia en 1990, a los 15 años, jugando para el TPedI. En 1991, Müürsepp ganó la Copa de Estonia con Andris.
Fue elegido en la primera ronda del Draft de la NBA de 1996 como la 25.ª selección por los Utah Jazz. Días después del draft, Müürsepp fue traspasado a Miami Heat a cambio de una futura selección.
Ha jugado 83 partidos en la NBA para los Dallas Mavericks y los Miami Heat, promediando unos 4.7 puntos y 2.2 rebotes en 11.5 minutos por partido. Los números más altos de su carrera son 24 puntos y 14 rebotes en 37 minutos jugados.
Tras su paso por la NBA pasó tres años jugando en Grecia para el Aris Salónica BC y el AEK Atenas. Con el AEK ganó en 2000 la Copa Saporta y la Copa Nacional de Grecia.
Müürsepp se convirtió en medallista de plata en las temporadas 2001-02 y 2003-04 en la Liga Nacional Rusa con el UNICS Kazán y en la 2002-03 con el Ural Great Perm. Compitió en la temporada 2003-04 en la Euroliga con el UNICS Kazán. En la temporada 2004-05 jugó con el CSKA Moscú, retornó en la 2005-06 a Kazán para un año después retirarse de la competición.
Solía ser un miembro clave de la selección de baloncesto de Estonia. En 2005 anunció su retirada de las competiciones internacionales, pero en la temporada 2007-2008 ficha por un equipo australiano, Melbourne Tigers.Los Tigers le dejaron libre en diciembre de 2007 tras sufrir una lesión de tobillo. El 28 de febrero de 2008, Müürsepp fichó por el BC Kalev/Cramo mientras se recuperaba de su lesión de tobillo. Dejó el BC Kalev/Cramo tras la temporada 2008-09 sin jugar ni un solo partido oficial con el club. El 26 de febrero de 2010, Müürsepp fichó por el BC Rakvere Tarvas, donde se reencontró con Andres Sõber, su primer entrenador. Se retiró tras la temporada 2009-10.

### Selección nacional
Müürsepp disputó el Campeonato Europeo de Baloncesto Masculino Sub-16 de 1991 con la selección de la Unión Soviética.
Integró la selección de baloncesto de Estonia desde 1993 hasta 2007, siendo parte de la escuadra que participó del Eurobasket 2001.

## Estadísticas de su carrera en la NBA

### Temporada regular
| Año     | Equipo | PJ | PT | MPP  | %TC  | %3P  | %TL  | RPP | APP | ROB | TPP | PPP |
| ------- | ------ | -- | -- | ---- | ---- | ---- | ---- | --- | --- | --- | --- | --- |
| 1996-97 | Miami  | 10 | 0  | 2.9  | .357 | .250 | .429 | .5  | .3  | .0  | .1  | 1.7 |
| 1996-97 | Dallas | 32 | 0  | 10.0 | .419 | .150 | .679 | 1.9 | .5  | .4  | .3  | 4.3 |
| 1997-98 | Dallas | 41 | 7  | 14.7 | .435 | .421 | .761 | 2.8 | .7  | .7  | .3  | 5.7 |
| Total   | Total  | 83 | 7  | 11.5 | .425 | .323 | .693 | 2.2 | .6  | .5  | .3  | 4.7 |

## Trayectoria como entrenador
Müürsepp comenzó su carrera como entrenador en 2010 como segundo entrenador del BC Kalev/Cramo, cargo que ocupó hasta noviembre de 2017. Con el BC Kalev/Cramo ganó seis títulos de la Liga de Estonia y dos Copas de Estonia.
En 2013, Müürsepp fue entrenador asistente de la selección nacional de baloncesto de Bielorrusia durante la primera ronda de clasificación del EuroBasket 2015.
El 6 de enero de 2018, Müürsepp fue nombrado entrenador asistente del Tallinna Kalev/TLÜ bajo las órdenes del nuevo entrenador jefe Gert Kullamäe. Fue ascendido al puesto de entrenador jefe en enero de 2019 tras la marcha de Kullamäe a mitad de temporada. Müürsepp guio al Tallinna Kalev/TLÜ a sus primeras finales de la KML en 2019, por lo que fue nombrado Novato del Año de la KML.
El 1 de julio de 2021, Müürsepp fue contratado como entrenador del Rakvere Tarvas. El equipo terminó la temporada 2021-22 de la Liga Estonia-Letonia de Baloncesto en 13.ª posición.
El 21 de noviembre de 2022, Müürsepp fue contratado como segundo entrenador del Pärnu Sadam, donde se reencontró con el entrenador jefe Gert Kullamäe.